# Aire métropolitaine de Londres

Vue approximative de l'aire métropolitaine de Londres

London metropolitan area
L'aire métropolitaine de Londres (en anglais London metropolitan area ou Southeast metropolitan area ou encore London commuter belt) désigne l'aire urbaine située autour du Grand Londres pour laquelle il existe un réseau de transport permettant de rejoindre quotidiennement la capitale britannique pour travailler. Le terme commuter belt fait référence aux personnes qui font quotidiennement l'aller-retour (to comute) entre leur domicile et leur lieu de travail. Cette zone fait partie du bassin d'emploi de Londres.
Cette zone est différente de la région du Grand Londres et de l'aire urbaine de Londres.
D'après une étude d'Eurostat, la population de l'aire métropolitaine de Londres est de 14,3 millions d'habitants en 2018,, ce qui en faisait l'aire métropolitaine la plus peuplée de l'Union européenne, tant que le pays en faisait partie, devant celle de Paris (12,2 millions en 2018).